# Maximiliansweg

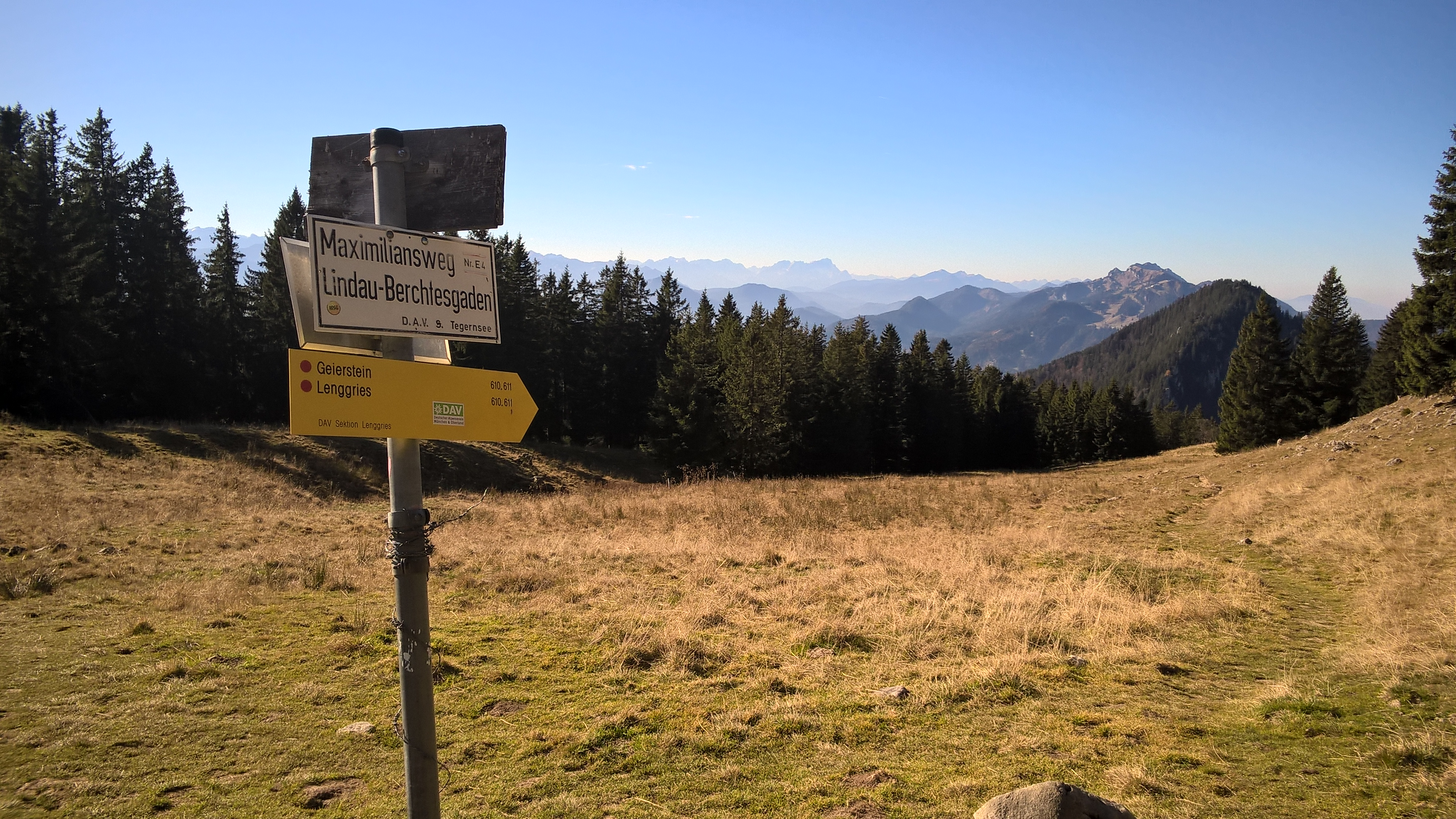
Maximiliansweg zwischen Bad Wiessee und Lenggries nahe der Neuhüttenalm

Der Maximiliansweg ist ein Fernwanderweg, der in zwei Varianten mit unterschiedlichen Schwierigkeitsgraden von 359 bzw. 388 km von Lindau (Bodensee) entlang der Bayerischen Alpen nach Berchtesgaden führt.
Zwischen Bregenz und Bad Reichenhall verläuft der Maximiliansweg streckengleich mit der Voralpen-Variante des Europäischen Fernwanderwegs E4. In Bad Reichenhall bzw. Salzburg schließt er an den österreichischen Voralpenweg 04 an. Diese 359 km lange Jochroute ist die einfachere und bequemere Alternative gegenüber der alpinen Variante des E4. Viele Teilstücke des Weges erfordern dennoch Trittsicherheit und Bergerfahrung.
Auf ihrem Verlauf trifft man auf viele touristische Sehenswürdigkeiten wie die Schlösser Neuschwanstein, Hohenschwangau und Linderhof.

## Geschichte
Der Wanderweg wurde benannt nach Maximilian II., König von Bayern. Dieser unternahm im Sommer 1858 eine 5-wöchige Reise von Lindau am Nordrand der Alpen nach Berchtesgaden. Meist fuhr er zwar in Kutschen, aber einige Stücke legte er zu Pferd zurück und bestieg auch einige Gipfel, darunter den Grünten und den Wendelstein. Die Route des Königs hat mit dem heutigen Maximiliansweg nur ganz wenige Überschneidungen.
1991 eröffnete der Deutsche Alpenverein den Maximiliansweg als reinen Fußweg.

## Lage
Der Maximiliansweg verläuft im Wesentlichen in Deutschland, im Anfangsteil wird aber auch österreichisches Hoheitsgebiet betreten. Auf seinem Verlauf wandert man durch den Bregenzerwald, die Allgäuer Alpen, die Ammergauer Alpen, die Bayerischen Voralpen, die Chiemgauer Alpen und die Berchtesgadener Alpen. Die größeren Orte und Städte, die der Weg durchquert, sind Sonthofen, Füssen, Oberammergau, Eschenlohe, Walchensee, Lenggries, Bad Wiessee, Fischbachau, Brannenburg, Aschau im Chiemgau, Marquartstein, Ruhpolding, Inzell und Bad Reichenhall.

## Verlauf
Die Wege sind größtenteils alpine Steige, nur teilweise Forstwege, selten Asphaltstraßen. An zwei Stellen wird mit dem Schiff übergesetzt: über den Bodensee zwischen Lindau und Bregenz sowie über den Tegernsee zwischen Bad Wiessee und der Stadt Tegernsee. Für Kinder ist der Weg wegen teilweise starker Steigungen und Gefälle wenig geeignet. Im Winter (Ende Oktober bis Mitte Mai) ist der Weg nicht begehbar, da größtenteils Schnee liegt und viele der Berghütten, die als Stützpunkte dienen, geschlossen sind. Je nach Route werden zwischen ca. 17.000 und 21.000 Höhenmeter überwunden. Höchster Punkt des Maximilianswegs ist mit einer Höhe von 2082 m die Hochplatte in den Ammergauer Alpen.
Der Maximiliansweg ist in 22 Tagesetappen aufgeteilt.
| Tag | Etappenort              | Höhe (m) | Wegstrecke [km] | Anmerkungen |
| --- | ----------------------- | -------- | --------------- | --- |
|     | Lindau                  | 401 m    |                 | Ausgangsort |
| 1   | Wolfurt                 | 419 m    | 20              | |
| 2   | Lingenau                | 685 m    | 20              | über Brüggelekopf (1182 m)                                                                                          |
| 3   | Staufner Haus           | 1614 m   | 16              | |
| 4   | Gunzesried              | 889 m    | 15              | auf Nagelfluh-Gratwanderung über Hochgrat (1832 m), Rindalphorn (1822 m) und Buralpkopf (1772 m)                    |
| 5   | Unterjoch               | 1013 m   | 19              | über Sonthofen, Tiefenbacher Eck (1569 m) und Spieser (1651 m)                                                      |
| 6   | Füssen                  | 808 m    | 26              | durchs Vilstal nach Pfronten, dann über den Falkensteinkamm                                                         |
| 7   | Tegelberghaus           | 1707 m   | 10              | |
| 8   | Schloss Linderhof       | 943 m    | 21              | über Kenzenhütte (1285 m) und Bäckenalmsattel (1536 m); alpine Variante über Krähe (2012 m) und Hochplatte (2082 m) |
| 9   | Hörnlehütte             | 1390 m   | 10              | über August-Schuster-Haus (1564 m) und Unterammergau (836 m)                                                        |
| 10  | Eschenlohe              | 640 m    | 13              | |
| 11  | Walchensee              | 813 m    | 13              | über Heimgarten (1790 m) und Herzogstand                                                                            |
| 12  | Tutzinger Hütte         | 1327 m   | 18              | über Jochberg (1567 m)                                                                                              |
| 13  | Lenggries               | 679 m    | 11              | über Brauneck-Gipfelhaus (1540 m)                                                                                   |
| 14  | Tegernsee               | 747 m    | 14              | über Fockenstein (1564 m)                                                                                           |
| 15  | Fischbachau             | 772 m    | 19              | über Baumgartenschneid (1448 m)                                                                                     |
| 16  | Mitteralm               | 1200 m   | 10              | über Aiblinger Hütte (1320 m)                                                                                       |
| 17  | Hochrieshütte           | 1569 m   | 19              | über Nußdorf am Inn (487 m)                                                                                         |
| 18  | Berggasthaus Kampenwand | 1450 m   | 13              | über Hohenaschau (620 m)                                                                                            |
| 19  | Hochgernhaus            | 1510 m   | 17              | über Marquartstein (545 m)                                                                                          |
| 20  | Ruhpolding              | 655 m    | 15              | über Hochfelln (1674 m)                                                                                             |
| 21  | Zwieselalm              | 1386 m   | 17              | über Inzell (693 m)                                                                                                 |
| 22  | Berchtesgaden           | 572 m    | 23              | über Bad Reichenhall (693 m)                                                                                        |

Über Bad Reichenhall – Fürstenbrunn, oder die alpinere Variante über Bayerisch Gmain – Untersberg – Glanegg, nach Salzburg hat der Weg seine Fortsetzung im Voralpenweg (Österreichischer Weitwanderweg 04), der dann bis Wien führt.